# 科爾坤
科爾坤，伊尔根觉罗氏，满洲镶黄旗人，祖父穆奇纳噶哈世居嘉木湖，于清太祖努尔哈赤创业之时归附，历任左都御史、戶部、吏部尚書等职。